# Edoardo Ferrari-Fontana
Edoardo Ferrari-Fontana (Roma, 8 de juliol de 1878 - Toronto, 4 de juliol de 1936) fou un tenor italià.
Es va casar amb Margarete Matzenauer el 26 de juny de 1912 al Club Italià de Buenos Aires, Argentina, i es van divorciar el 1917. Més tard es va casar amb Maria Esher Telley y Pastor. Va tenir sis fills, entre ells Adrienne Ferrari-Fontana (nascuda el 1914). El seu debut als Estats Units va ser a Tristany i Isolda a Boston, Massachusetts, quan ell era l'únic tenor disponible quan el vocalista original, va abandonar el país un dia abans de l'actuació.